# La pagella
Pour plus de détails, voir Fiche technique et Distribution.
La pagella est un poliziottesco italien réalisé par Ninì Grassia et sorti en 1980.

## Synopsis
À Naples, Salvatore et Assunta Fontana sont fiers de leur fils unique, Gennarino, qui est premier de sa classe. Il a atteint ce niveau d'excellence grâce aussi aux cours extrascolaires qu'il reçoit d'Amelia, la fille de la propriétaire de l'immeuble où ils ont leur appartement. Salvatore est le gérant d'un garage situé dans le même immeuble, où il est assisté d'Antonio.
Le commissaire Vincenzo Saliani a un problème de moteur lors d'une poursuite : il fait réparer la voiture par Salvatore, et ils deviennent amis. Gennarino est promu avec les meilleures notes et son père l'emmène chez un bijoutier pour lui acheter la montre en or pour le récompenser. Mais ce faisant, ils tombent tous les deux au milieu d'un braquage, au cours duquel Gennarino et le bijoutier se font tuer. 
Saliani tente en vain de sortir Salvatore de sa dépression, mais celui-ci confie l'atelier à son assistant Antonio et s'endette auprès de la mère peu généreuse d'Amelia. Dans un bar, Salvatore est approché par un certain Riccio pour réparer une grosse moto qui sera utilisée pour commettre des vols. Mais Saliani reconnaît dans ces motos celles qui ont été utilisées lors du vol au cours duquel son fils est mort. Saliani comprend bientôt que Salvatore collabore avec la bande de Riccio, et Saliani mûrit sa vengeance.

## Fiche technique
- Titre original italien : La pagella[1],[2]
- Réalisateur : Ninì Grassia
- Scénario : Sergio Garrone
- Photographie : Luigi Ciccarese (it)
- Montage : Gianfranco Amicucci
- Musique : Tony Iglio
- Décors : Nicola Losito
- Maquillage : Marcello Di Paolo
- Production : Michele Dello Iacono
- Sociétés de production : Concorde Cinematografica
- Société de distribution : Indipendenti regionali (Italie)
- Pays de production :  Italie
- Langue originale : italien
- Format : Couleurs - 2,35:1
- Durée : 90 minutes
- Genre : Poliziottesco
- Dates de sortie :
  - Italie : 1980 (visa délivré le 5 janvier 1980)

## Distribution
- Mario Trevi : Salvatore Fontana
- Marc Porel : Vincenzo Saliani
- Marisa Laurito : Assunta Fontana
- Massimo Deda : Gennarino Fontana
- Rosalia Maggio : Comara Pascarella
- Beniamino Maggio : Antonio, mécanicien
- Marzio Honorato : Riccio, l'homme de main d'Angelo
- Luciano Iannantuoni : Angelo, le voleur
- Barbara Magnolfi : Amelia
- Giuliano Vittozzi : Martin, propriétaire de la bijouterie, tué avec Gennarino
- Antonietta Esposito : la cousine de Gennarino
- Franco Marino : homme dans la salle de billard tué

## Production
Le film a été produit pour Concorde Cinematografica par Michele Dello Iacono. C'est le premier film dont Ninì Grassia est le réalisateur.
Il sera suivi d'au moins onze autres films musicaux, réalisés et produits par Grassia à divers titres, et d'au moins dix films réalisés par Grassia, dont l'action se déroule à Naples et dans ses environs.
Certaines scènes ont été tournées au zoo de Naples et à la Villa Comunale de Naples.
À l'origine, les paroles de la chanson et le scénario se terminaient par le vol dans la bijouterie ; pour le film, il a été décidé de prolonger l'histoire, en ajoutant une deuxième partie dans laquelle Salvatore Fontana cherche à se venger de la mort de son fils. Pour le prolongement de l'intrigue, Grassia s'est inspiré du film UUn bourgeois tout petit petit de Mario Monicelli. 

### Attribution des rôles
C'est le dernier film dans lequel Beniamino Maggio (it) apparaît.
Dans le film, tous les acteurs sont doublés, y compris le personnage principal Mario Trevi (doublé par Bruno Alessandro (it), la voix italienne de Horst Tappert dans Inspecteur Derrick). Bien que doublées, toutes les chansons du film sont signées Mario Trevi. 

## Exploitation
L'affiche du film, où apparaît l'image d'un « bulletin scolaire » ensanglanté surmonté d'un pistolet, sur fond noir, a eu un certain succès.
Les recettes du film ont atteint 1,8 milliard de lires.